# Lorber
Lorber est un patronyme, qui a ses racines dans la région de langue allemande.

## Origine du nom et sa signification
Le nom "Lorber" est probablement dérivé de l’épice laurier et pourrait donc se référer à une activité de marchand d'épices.

## Racines possibles
Dans des livres spécialisés plusieurs noms sont mentionnés :
- Hans Bahlow: dictionnaire des noms allemand: Godeke ou Godike Lorbere (Rostock 1293), Hermann Lorbere (Hanovre 1312) , Otto Lorberer (Brno 1345)
- Freiherr zu Hammerstein: Les possessions des comtes de Schwerin: Conrad Lorber (Mankemus 1294), Johannes Lorbere et Hubertus Lorberen (Abbaye de Wienhausen XIIIe siècle)
- Alphonse Lorber: Chronique du village d’Ebersheim: Ulricus Lorber (Strasbourg 1316)
- Duden: Dictionnaire des noms de famille : H. Lorber (Nuremberg 1363)

Il est frappant de constater que les premières mentions sont géographiquement très éloignées. Cela pourrait, d'une part, indiquer que plusieurs familles ont choisi indépendamment ce nom. D'autre part, Hans Bahlow dans son "dictionnaire allemand des noms" penche pour une carrière de marchand d'épices, ce qui pourrait expliquer une large dispersion de cette famille. Il faut souligner que Strasbourg, au Moyen Âge, a été une plaque tournante pour le commerce des épices (y compris du laurier) pour la région méditerranéenne avec le Saint Empire romain germanique. Une indication du niveau de revendeur peut également s’appliquer à ce que les Lorber soient  nommés comme des citoyens restant sur place ou étant dans des positions supérieures: 1293 à Rostock en tant que propriétaire foncier de la Kramerstrasse (Rue des Marchands) en 1294 en tant que vassaux des comtes de Schwerin, 1316 à Strasbourg en tant que prêtre, à partir de 1400 conseillers à Bamberg (commerçants de cuivre) , 1432 citoyens à Hameln, en 1439 maire de Landshut, en 1507 conseillers à Stralsund, en 1514 maire dans Rastenberg.
Ces considérations conduisent à trois théories possibles :
1. Origine dans le nord de l'Allemagne / Danemark: les premiers documents existants sont de la fin du XIIIe siècle dans le comté de Schwerin et les régions voisines du pouvoir de Rostock et du duché de Brunswick-Lunebourg. Le prénom "Godike" , mentionné plus haut, en est surement la preuve. Prénom qui, en dehors de cette région n’est pas connu. Dans l'entrée encyclopédique de Christoph Lorbeer, il est fait mention d’une lignée de chevaliers danois. En fait, Rostock était depuis la fin du XIIe siècle ainsi que le comté de Schwerin entre 1202/1203-1225 temporairement sous domination danoise. Peut-être les ancêtres des Lorber étaient des combattants  du roi danois. Plus tard, il semble qu’ils aient pris un emploi comme marchand d’épices, ce qui expliquerait aussi l'appellation. Dans ce contexte, il est concevable que des membres de la famille aient été envoyés à Strasbourg (ville commerciale florissante) pour soutenir le commerce dans des épices importées de l'Europe du Sud. Cela expliquerait la mention du nom depuis le début du XIVe siècle dans la métropole alsacienne.
2. Familles séparées dans le nord et en Alsace: Compte tenu de l’assez grande distance il ne  peut pas être exclu que ce soit un hasard que ces 2 noms soient identiques. Peut-être que les 2 familles étaient des marchands d’épices.

## Lignées connues

### Les Lorber de l’Allemagne du Nord

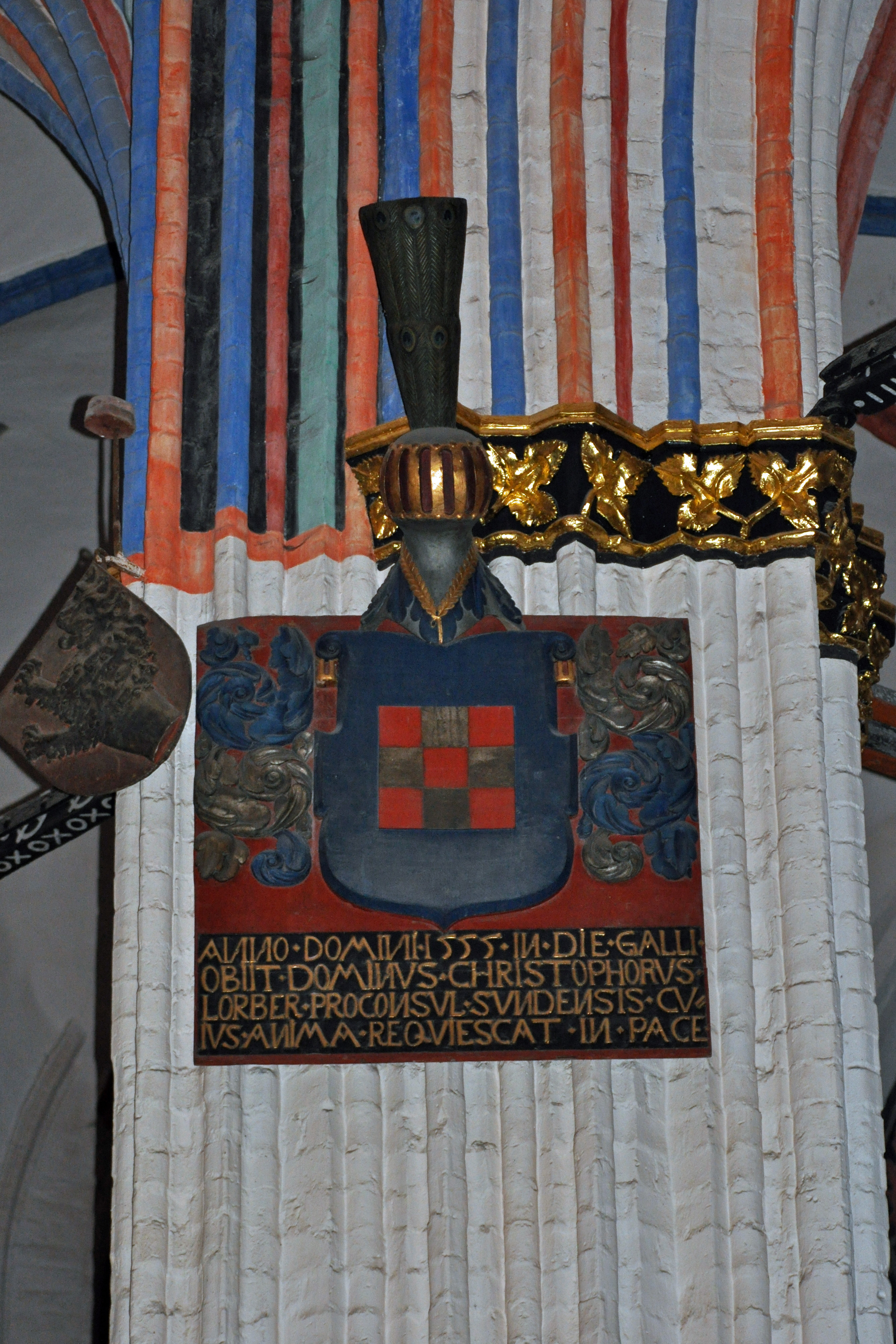
Epitaphe de Christophe Lorber (+ 1555) dans l'église Saint -Nicolas à Stralsund

Les premières sources trouvées ont été sur le territoire de Mecklembourg moderne et de l'Est de Basse-Saxe. Dans la plus vieille mention Godike Lorbere (1293), se trouvait dans un établissement à Rostock dans la Krämerstrasse (Rue des Marchands), une référence à une activité de commerçant, peut-être qu’en tant que marchands d’épices. Presque simultanément Conradus Lorber est mentionné comme un sujet du comte de Schwerin, ainsi que d'autres homonymes dans la nécrologie du Abbaye de Wienhausen.
Christoph Lorber ou Lorbeer (1555), fils de Olof Lorber et Gertrud Swarte, devient en 1507 conseiller municipal et maire en 1524 de Stralsund. Ses ancêtres viennent du Danemark. Une connexion avec les noms cités plus haut semble donc probable, en particulier le comté de Schwerin, car ces régions étaient temporairement sous domination danoise.
Rapporté sont des conseillers et des membres du clergé dans les premiers siècles ainsi que dans d'autres endroits dans le nord de l’Allemagne, par exemple dans Abbaye de Riddagshausen et le monastère de Hameln.
Il est difficile de savoir si ces membres de la famille du Nord de l’Allemagne (descendants directs) existent encore.

#### D'autres membres notables de cette lignée
- Johannes Lorber († 1586) - entre 1557 et 1586, premier abbé protestant du monastère cistercien Riddagshausen[10]
- Melchior Gerhard Lorbe(e)r (*1650 ou 1651 à Hameln † 1701 à Stuttgart) - imprimeur de livres et éditeur d'un journal[11]

### Les Lorber alsaciens
En 1316 est mentionné Ulricus Lorber comme prêtre et procureur à l'Abbaye de Saint- Étienne de Strasbourg. Dans cette région, on trouve cette famille jusqu'à aujourd’hui, comme à Colmar, Sélestat ou à Ebersheim, où ils sont mentionnés depuis la fin du XVe siècle.

#### Membres notables de cette lignée
- Alphonse Lorber (1893-1968) - Auteur d'une chronique du village d'Ebersheim (Chronik des Dorfes Ebersheim, Sélestat, 1963, traduction française parue en 1981).
- Louis Auguste Lorber (1854-1926) - Religieux spiritain. Préfet apostolique de Sierra Leone.
- Henri Lorber (1894-1966), général de division, commandeur de la Légion d'Honneur.
- Théodore Lorber (1854-?), professeur au Collège Stanislas à Paris, auteur de manuels.
- Léon Lucien Lorber (1926-2008), "malgré-nous", enseignant, puis secrétaire général de la Mairie de Sainte-Marie aux Mines, puis de Sélestat, officier des Palmes académiques et de l'Ordre national du Mérite.
- Claude Georges Lorber (1922-2011), "malgré-nous", enseignant, ingénieur, expert à la cour d'appel de Colmar, radiesthésiste, lieu d'habitation Brunstatt (Alsace)

#### La lignée des Francs - urbains (descendants de Clas Lorber)

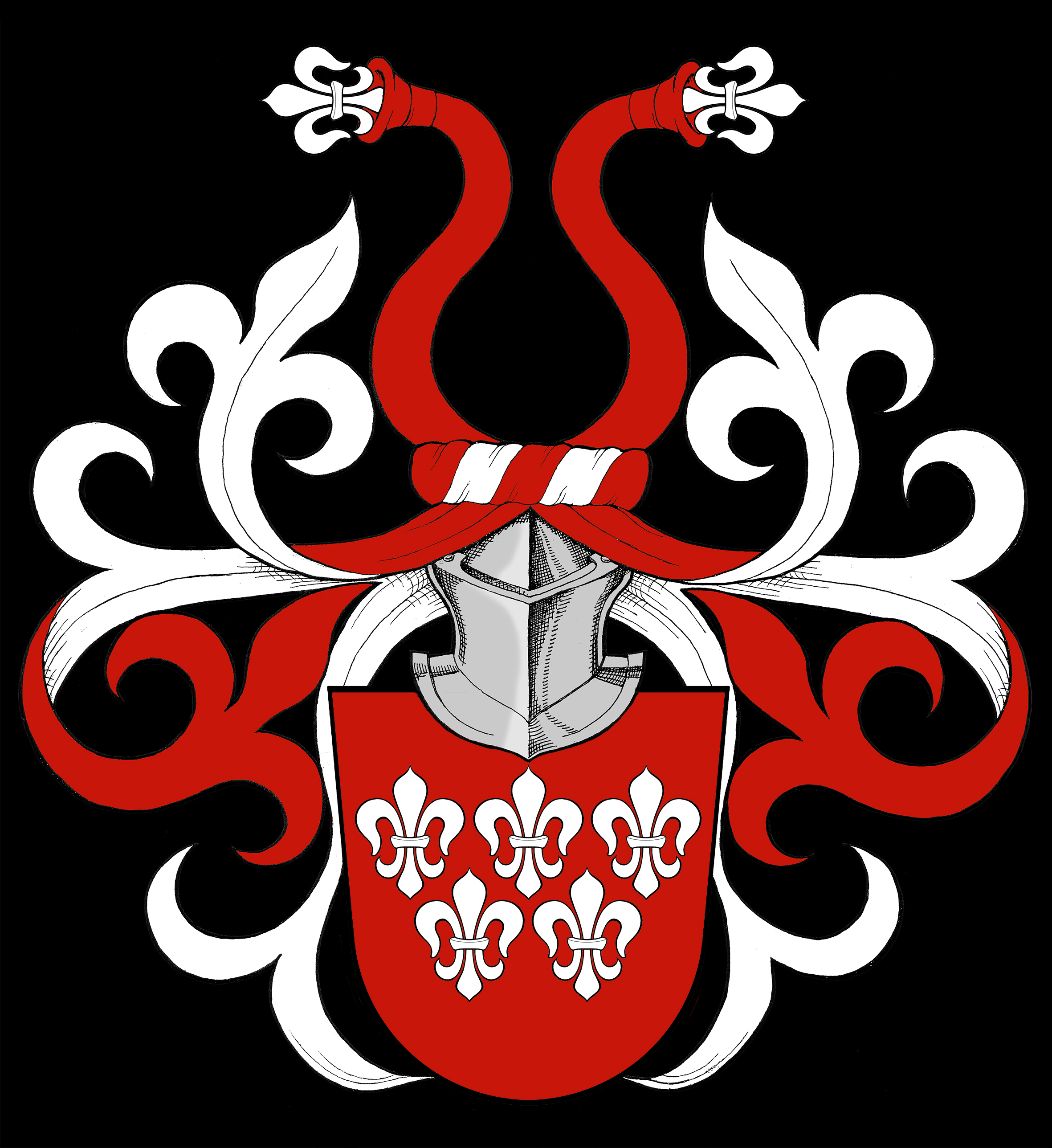
Blason de la famille de Bamberg sous sa forme originale

En 1374, l'évêque de Strasbourg Lambert de Buren a été nommé évêque de Bamberg. Pendant son règne, les premiers porteurs du nom apparaissent dans l'évêché de Bamberg: En 1385 Heintz et Alheyd Lorber, Clas ou Niklas Lorber en tant que chef de cuisine de  l'évêque de Bamberg et Cuntz ou Konrad Lorber, dans le village diocèse Stübig nouvellement acquis par l'évêque. Il est donc très probable que cette famille ait accompagné l'évêque en Franconie, où à ce jour se trouvent de nombreux descendants.
Clas Lorber a été mentionné la première fois en 1394. La famille était toujours au service des évêques et gravit rapidement les rangs de citoyen conseiller de la ville. Déjà en 1412 Clas Lorber (probablement le chef cuisinier) devient maire de Bamberg.
La famille semble avoir rapidement prospéré grâce à ses positions au sein du Conseil. En 1445 la famille construit une chapelle en l'honneur de saint Pancrace de Rome. En 1462 est appelé la «Cour du cuivre des Lorber» aujourd'hui "Am Kranen 14" - ancien port de la ville sur les rives de la Regnitz. Probablement ce commerce du cuivre est resté dans la propriété familiale jusqu'au moins en 1635.
Pancrazio Lorber 1546 est mentionné en tant que propriétaire de la "Maison parmi les cigognes " aujourd’hui "Dominikanerstrasse 4". Actuellement le restaurant le plus connu à Bamberg "Schlenkerla".
Après que la famille fit partie des grandes familles de Bamberg, elle a été nommée au rang de «noble» le 1er septembre 1571 par l'empereur Maximilien II. Les noms des cinq fils de Pankraz Lorber apparaissent en tant que destinataires du titre de noblesse. C’est à ce moment-là que le blason fut amélioré. Le Bouclier (cinq lys d'argent sur un fond rouge) a été laissé, la perle a été remplacée par une couronne.
Pour distinguer les bourgeois coexistants et les paysans homonymes, la famille portait le nom Lorber von Störchen (Lorber de Cigognes). Ce nom est susceptible de venir, soit de la Austraße 33 (qui n’était plus habitée depuis 1571 par la famille) soit de la  «maison parmi les cigognes "(Haus unter den Störchen) déjà mentionnée dans la Dominikanerstrasse . Cette propriété a été vendue en 1677 à l’Ordre dominicain.
Michael Lorber von Störchen, fils de l'un des frères « nobles », a écrit en 1613  un livre des noms de la famille. Parmi les trésors de la famille il y avait également un bol d'argent  d’une valeur de 2 Mark et un poids d’une once», qui faisait partie du testament de Michael, Pancrace et Jobst Justus Lorber. Le bol était l'emblème de la famille Lorber et l'ainé de la famille devait en hériter.
Les Lorber von Störchen produisirent, au cours des siècles, de nombreux chercheurs, notamment les avocats et les conseillers Johann Thomas Jakob Lorber von Störchen (1695-1734) avocat et conseiller ou son fils Johann Christoph Ignatz Nepomuk Lorber von Störchen (1725-1797), dont le tombeau est encore  au cimetière de Bamberg.
Le fief de la famille a été dispersé  dans l’évêché de  Bamberg. En plus de maisons et champs à Bamberg, des domaines ont été mentionnés à Zeil am Main et Scheßlitz.
Le dernier siège de la famille était le "Lorberhof" à Place Jacob 15 à Bamberg. Contrairement à ce que le nom de la maison suggère, la famille n’y a demeuré que quelques décennies. C’est aujourd’hui une auberge de jeunesse (salésienne).
Avec la fin de l'évêché de Bamberg et l'incorporation de la ville dans le royaume de Bavière en 1803, l'importance de la famille semble décliner. Le dernier représentant connu de la famille était Ignaz Népomuck Lorber von Störchen (1788-1857), un capitaine de cavalerie de la Bavière royale, qui est décédé le 3 juin 1857, ainsi que sa sœur Elisabeth de Poschinger, née de Lorber (1790-1859) demandent la reconnaissance de leur titre de noblesse. Cette demande est adressée au roi de Bavière, lui-même dernier héritier mâle de sa lignée. Lui et son épouse Marie-Caroline Kress von Kressenstein laissèrent derrière eux une fille, Maria Helena Karoline, dont les traces se sont perdues après son mariage avec Ferdinand Freiherr von Rhein, 1883, à Augsbourg. La noblesse prit fin avec elle.
Il existe des preuves qu'au moins une lignée pauvre des nobles Lorber anoblis aurait survécu : Johann Georg Lorber (1764-1820) était peut-être né comme un rejeton de la lignée noble, mais il est décédé comme simple fermier sur le Knottenhof à Stegaurach. Cela pourrait être lié au fait qu'il pourrait avoir perdu, vers 1790, son titre de noblesse (probablement lors d’un mariage). Ses descendants se retrouvent encore aujourd'hui à Stegaurach, mais aussi en Iowa aux États-Unis.

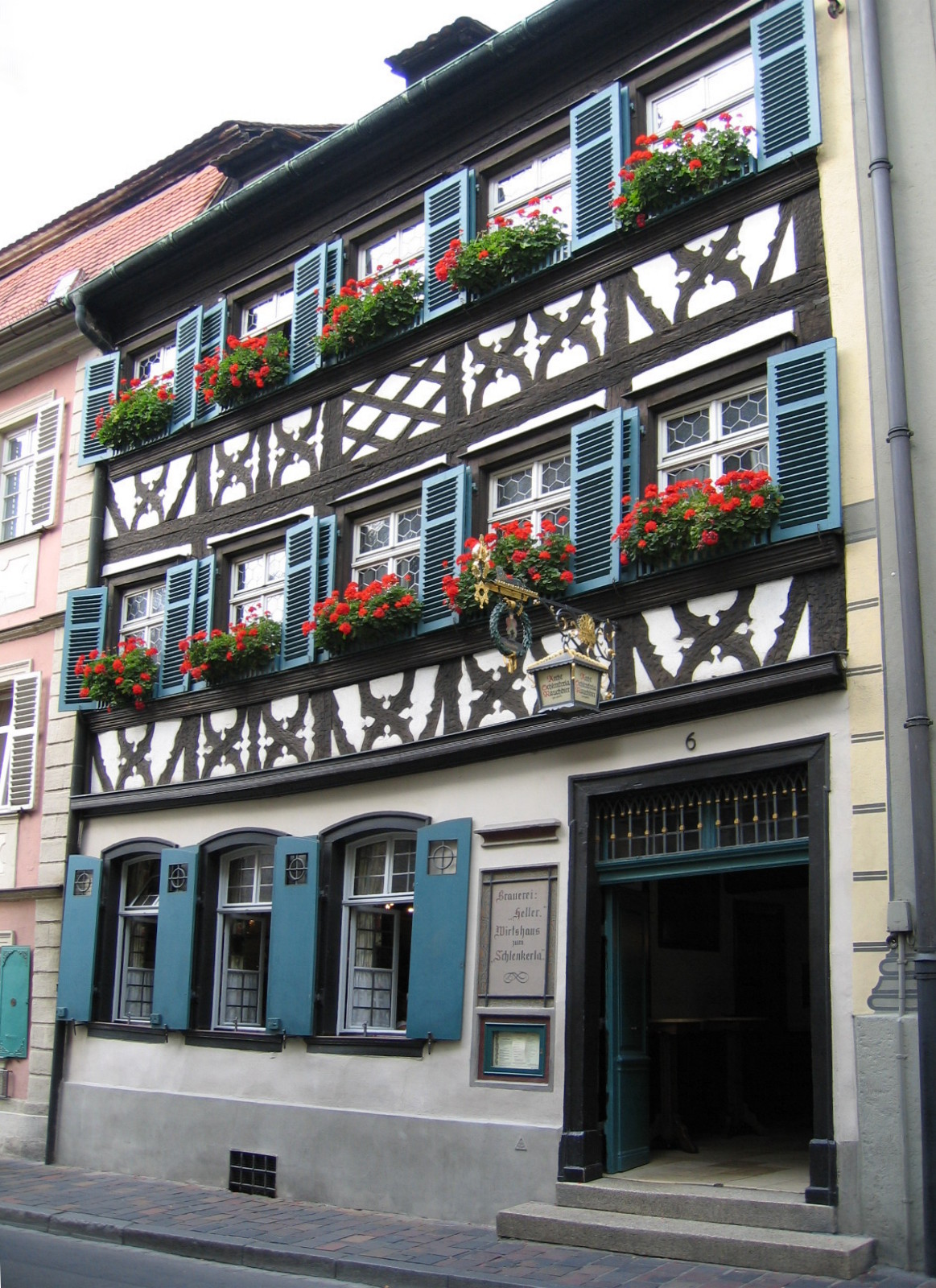
Ancienne "Maison parmi les cigognes" - Aujourd’hui restaurant "Schlenkerla"

##### Possessions et résidences a Bamberg
- Au 33 - "Maison de la cigogne", maison ancestrale de la famille à Bamberg, selon Paschke : 1445-1578 Caspar Clas Lorber[19]
- Am Kranen 14 - "Kupferhof" à l'ancien port de la ville – d’environ 1462 à environ 1635[20]
- Dominikanerstrasse 4 - "Maison parmi les cigognes" - siège de la famille de 1546 à 1677[21]
- Place Jacob 15 - "Lorberhof" - la dernière résidence connue de la famille à Bamberg de 1753 à 1812[22]

##### Membres notables de cette lignée
- Nicholas (Clas) Lorber (probablement 1370-1446) - 1394 Chef de cuisine du prince - évêque, en 1412 maire de Bamberg
- Dr Jobst de Lorber (1533-probablement 1587) – a fait la demande de noblesse en 1570 avec son frère Pancrazio sur le bord de la Diète de Spire[23]
- Pancrazio de Lorber (1544-1587) - Serviteur de l'archiduc Charles II d'Autriche-Styrie (fils de l'empereur Ferdinand I), est mort à Vienne
- Hans Caspar de Lorber (1560-1626) - Conseil sur 42 mandats, y compris maire-adjoint 8 fois et 1 fois maire, a survécu à la persécution des sorcières. Deux tiers des autres conseils n’ont pas survécu[24]
- Michael Lorber (1569-1620) – a fait le don d'un livre des noms de la famille. À dû quitter Bamberg pour émigrer à Zeil am Main ou Schweinfurt, après avoir accepté la confession protestante
- Jacob Wilhelm de Lorber (1591-1618) - Chanoine de Saint-Étienne de Bamberg, a été à l'occasion d'un mariage dans la salle de l'épée de John Kaplan, tué par l'organiste de Saint-Martin par deux coups[25]
- Hans Adam de Lorber (1600-1666) - fils de Michael, maire de Königsberg en Bavière.
- Daniel de Lorber (1647-1703) - fils de Hans Adam, a repris la foi catholique et est redevenu évaluateur soignant à la cour Bamberg des princes-évêques.
- Johann Ignaz Christoph de Lorber (1725-1797) - Dès l'âge de 24 ans professeur de droit, auteur de plusieurs revues scientifiques, sa tombe se trouve au mur extérieur de l’église «Obere Pfarrkirche»[26]
- Franz Eberhard Christoph Joseph de Lorber (1755-1812) – à la  cour  de Bamberg - n'a jamais fait une demande de reconnaissance de noblesse au roi de Bavière
- Ignaz Népomuck de Lorber (1788-1857) - capitaine royal de Bavière, le dernier héritier mâle.

#### La lignée des Francs ruraux (descendants de Cuntz Lorber)
Coïncidant avec le Clas Lorber nommé ci-dessus, apparait un Cuntz (Konrad) Lorber, à seulement 20 kilomètres du village Stübig. Une appartenance à la même famille est considérée comme sûre. Contrairement à la ligne urbaine, les descendants de Cuntz, étaient au début difficile à trouver dans les classes supérieures. Dans les siècles suivants, ils pratiquent, entre autres, des activités comme un meunier dans Ehrl, boulangers à Scheßlitz et sinon principalement des agriculteurs dans cette région. Cette lignée est restée jusqu'à nos jours et a produit de nombreux descendants. Aujourd’hui, ces descendants vivent encore partiellement en Franconie, en particulier dans la région de Bamberg, mais se sont aussi propagés dans l'état de New York aux États-Unis.

### Les Lorber galicien juif
En particulier dans les États-Unis vivent des descendants juifs nommés Lorber, qui d’après nos recherches sont originaires principalement de la région de Galice. Parallèlement apparurent  les noms de Lorbeerbaum et Lorber. En particulier avec le nom de Lorbeerbaum il devrait être question d’une nouvelle famille juive de la période de 1787. Des descendants se retrouvent sous le nom Lorberbaum et Dafni en Israël. 
Pour  Lorber, le nom semble indiquer que ce sont des descendants de la lignée chrétienne en particulier avec les Autrichiens, car la Galice était déjà Habsbourg.

#### Membres notables de cette lignée
- Jacob ben Jacob Moïse de Lissa Lorbeerbaum (1760-1832), un rabbin et talmudiste important dans l'espace polonais -galicien[30]
- Jeff Lorber (né en 1952), musicien de jazz américain[31]

## Diffusion actuelle
En plus des familles dans le nord de l'Allemagne, l'Alsace, Franconie et la Galice, ainsi que dans les pays d'émigration classiques tels que les États-Unis le nom est mentionné dans d'autres régions.

### Thuringe
L'origine des porteurs du nom en Thuringe n'est pas claire. Le premier est Niclas Lorber (1459-1506), un descendant de la ligne franc - urbain, qui n'était pas encore chevalier, et dit avoir agi comme maître de chapelle à Erfurt. Cependant, un lien avec la lignée du nord de l'Allemagne ne peut pas être exclu. Au début du XVIe siècle apparait un Lorber en tant que maire de Rastenberg. Un des descendants de cette lignée, Johann Bernhard Lorber (1706-1779), a repris en 1733 une pharmacie à Naumburg et  l’a appelé Pharmacie Lorbeerbaum (arbre laurel), sous le nom duquel elle existe à ce jour. Son nom et celui de ses descendants, apparaît depuis avec l'orthographe d'un deuxième "e“.

#### Membres notables de cette lignée
- Johann Bernhard Lorbeer (1706-1779), pharmacien de Naumburg, de la Pharmacie Lorbeerbaum qui existe encore à ce jour.
- Johann Christoph Lorbeer († 1702) avocat et poète de la cour à Weimar
- Hans Lorbeer (1901-1973), écrivain allemand

### Autriche
L'évêché de Bamberg, dans lequel servaient les Lorber de Cigognes avait aussi un siège en Carinthie.
Par exemple Pankraz de Lorber (1544-1587) connu comme huissier à Villach. 
À la fin du XVIIe siècle, des frères de la famille noble de Rottenegg en Haute-Autriche sont mentionnés. Par après apparaissent de plus en plus souvent des Lorber en Autriche, en particulier dans le sud de l’Autriche. À ce jour, le nom est très fréquent en Carinthie, en Styrie et en Slovénie – Il est donc possible qu’il y ait des racines communes.

#### Membres notables de cette lignée
- Jakob Lorber (1800-1864), auteur d'écrits religieux

#### Lorber de Lorberau
Le premier nommé à la noblesse autrichienne en 1741 est Johann Niclas Lorber. Les membres de la famille ont été trouvés, entre autres, au service de l’armée de l'Autriche-Hongrie. Qu’il y ait un lien avec la famille Laurga de Lorberau qui a obtenu, en 1483 à Wiener Neustadt, le privilège d’un blason et anobli en 1627 au château de Lorberau à Donawitz, est incertain.

#### voir aussi
- Lorberhof, à Liebenfels près de Kärten

## Variantes
- Lorbeer
- Lorbek

## Nom connu mais inexpliqué
- Baptiste Lorber, acteur français
- Frank Lorber (de) (1975-) , DJ techno allemand
- Judith Lorber est professeur émérite en Sociologie de l'Université de Brooklyn et de "The Graduate School" (New York).
- Martha Lorber (1900-1983), danseuse, actrice, chanteuse, mannequin américain, fille d'immigrants allemands
- Nica Lorber (1969-), actrice et youtubeuse américaine

## Liens Web
- Page généalogique sur la famille Lorber - anglais et allemand

## Sources
1. ↑  Hans Bahlow: Deutsches Namenlexikon. Bindlach, Gondrom 1990,  (ISBN 3-8112-0294-4).
2. ↑  MecklUB III, Nr. 2.331, S. 582: Detmarus corrigicida et Godiko Lorbere vendiderunt magistro Johanni apothecario ligna et edificia, que habebant in strata institorum.
3. ↑  Wilhelm von Hammerstein-Loxten: Die Besitzungen der Grafen von Schwerin am linken Elbufer, 1860, page 146
4. ↑  Hans Paschke: Uff der Greten zu Bamberg, Bamberg, 1962, page 50ff
5. ↑  Geschichte Niedersachsens, Band X. Urkundenbuch des Stiftes und der Stadt Hameln.
Deuxième partie 1408-1576. Hahn'sche Buchhandlung, Hanovre et Leipzig, 1903
6. ↑  Otto Titan von Hefner, Denkwürdiger und nützlicher Bayerischer Antiquarius, Volume 2, Munich, 1867
7. 1 2  (de) Theodor Pyl, « Lorbeer, Christoph », dans Allgemeine Deutsche Biographie (ADB), vol. 19, Leipzig, Duncker & Humblot, 1884, p. 169-170
8. ↑  Wilhelm von Hammerstein-Loxten: Die Besitzungen der Grafen von Schwerin am linken Elbufer, 1860, page 146
9. ↑  Fr. Sprenger: Geschichte der Stadt Hameln, Helwingsche Hofbuchhandlung, Hanovre, 1826
10. ↑  Inge Mager: Die Konkordienformel im Fürstentum Braunschweig-Wolfenbüttel, Vandenhoeck&Ruprecht, Göttingen, 1993, page 56
11. ↑  Christoph Reske: Buchdrucker des 16. und 17. Jahrhunderts im deutschen Sprachgebiet, Harrassowitz, Wiesbaden, 2007, page 913
12. ↑  Alphonse Lorber: Chronik des Dorfes Ebersheim Imprimerie Alsatia, Sélestat, 1963, page 251
13. ↑  Alphonse Lorber: Chronik des Dorfes Ebersheim Imprimerie Alsatia, Sélestat, 1963, page 245
14. ↑  Rapport numéro 91 de la Société historique de Bamberg, 1951, S. 247
15. ↑  Genealogisches Handbuch des Adels. Volume VIII, C.A. Starke Verlag
16. ↑  Anton Schuster: Alt Bamberg. Volume 4, page 105f
17. ↑  Demande Noblesse de Lorber (Nro L 31), Archives de l'État de Bavière à Munich
18. 1 2  Ernst Heinrich Kneschke: Neues allgemeines deutsches Adels-Lexikon. Volume 6: Loewenthal – Osorowski. Voigt, Leipzig, 1865, page 12
19. ↑  Hans Paschke: Die Au zu Bamberg. page 37f
20. ↑  Hans Paschke: Uff der Greten zu Bamberg. page 53
21. ↑  Hans Paschke: Dominikanerkloster. page 541f
22. ↑  Anton Schuster: Alt Bamberg. Volume 4, page 135
23. ↑  Demande' Noblesse de Lorber' (Nro L 31), Archives de l'État de Bavière à Munich et Dieter Weiss, Germania Sacra nouveaux épisodes 38,1 -. Évêques de Bamberg 1522-1693, p. 632
24. ↑  Rapport de la Société historique de Bamberg, Numéro 146/2010, page 155.
25. ↑  Wachter: General Personalschematismus der Erzdiözese Bamberg. page 39.
26. ↑  Norbert J. Haas: Grabdenkmäler in und an der Kirche zu Unserer Lieben Frauen Pfarre zu Bamberg. page 39.
27. ↑  Tenez livre de  Couvent Saint Michel de Bamberg, Archives d'État de Bamberg, numéro d'immatriculation 4300
28. ↑  Konrad Arneth: Fränkische Blätter, Wappen Bamberger Bürgergeschlechter., Bibliothèque d'État de Bamberg
29. ↑  Chronik der Familie Lorber, Martin Lorber, Bamberg, 2012
30. ↑  Yivo Encyclopedia of Jews in Eastern Europe
31. ↑  Ancestry.com
32. ↑  Unser Stamm, Familienblatt der Lorber und Lorbeer, Ludwig G. G. Th. Lorbeer, Vienne, 1935, Numéro 5, page 2
33. ↑  Histoire de l'pharmacie Lorbeerbaum à Naumburg
34. ↑  Unser Stamm, Familienblatt der Lorber und Lorbeer, Ludwig G. G. Th. Lorbeer, Vienne
35. ↑  Genealogisches Handbuch des Adels. Volume VIII, C.A. Starke Verlag, page 54.
36. ↑  Siebmachers Wappenbuch, V 01 Bürgerliche Wappen, page 52
37. ↑  Schloss Lorberau